# Hyptiotes cavatus
Hyptiotes cavatus là một loài nhện trong họ Uloboridae.
Loài này thuộc chi Hyptiotes. Hyptiotes cavatus được Nicholas Marcellus Hentz miêu tả năm 1847.